# ヨハン・エルンスト・エバーリン
ヨハン・エルンスト・エバーリン(エーベルリーン)（Johann Ernst Eberlin、1702年3月27日 - 1762年6月19日）はドイツの作曲家、オルガニスト。彼の作品はバロックと古典派にまたがるものである。彼は多作の作曲家であり、もっぱら教会用のオルガン曲と合唱曲を創作した。マールプルクによれば、エバーリンはアレッサンドロ・スカルラッティやゲオルク・フィリップ・テレマンと同じくらい筆が速かったという。同様のことをレオポルト・モーツァルトも述べている。ただしエバーリンはスカルラッティ、テレマンほど長生きしなかった。

## 略歴
エバーリンの最初の音楽教育は1712年、アウクスブルクのイエズス会派の聖サルヴァトール・ギムナジウムにて始められた。彼の師はゲオルク・エッカーとバルタザール・ジベラーであり、彼らはエバーリンにオルガン奏法を教授した。エバーリンは1721年にザルツブルクのベネディクト大学に入学し、そこで法律を学んだが、1723年に音楽に転向した。
エバーリンの最初の転機は1727年に訪れ、このとき彼はフィルミアン・レオポルト（当時のザルツブルクの大司教）の宮廷のオルガニストになった。エバーリンのキャリアの頂点ははAndereas Jakob von Dietrichstein大司教のオルガニストを務めた頃であった。1749年までの間、エバーリンはHofkapellmeisterとDomkapellmeisterの役職を同時に全うしたのだが、これは彼の後継者であるミヒャエル・ハイドン、レオポルト・モーツァルト、そしてモーツァルトがなしえなかった偉業であった。レオポルト・モーツァルトはエバーリンに高い評価を与え、息子モーツァルトにエバーリンのいくつかの有名な作品を送った。しかしそれにもかかわらず、モーツァルトはこれらの作品に興味を示さず、1782年4月20日には書簡の中でエバーリンの作品は「ヘンデルやバッハと並べるにはあまりにも取るに足らないものである」と述べている。
それにもかかわらず、エバーリンは生前は非常に尊敬を集めており、勤勉に作曲活動や教会での演奏活動を行っていた。しかし死後、古様式で書かれた彼の厳格な合唱作品は演奏されなくなり、わずかに鍵盤楽曲が知られるにとどまっている。
エバーリンの同時代人には、Anton Cajetan Adlgasserがいる。

## 作品、楽譜、録音
エバーリンはトッカータ、フーガ、ミサ（Missa secundi toniを含む）、カンタータ、レクイエム、psalm setting、オペラを作曲した。またメタスタージオによるリブレットに基づいてドイツ語のオラトリオを作曲した。
- Giuseppe riconosciuto (de) (1750s)
- La passione di Gesù Cristo (The Passion of Jesus Christ, Salzburg 1755)
- Sant’Elena al Calvario (de) (St. Helena on the Calvary, Salzburg, probably between 1753 and 1763).

楽譜
- Johann Ernst Eberlin: Te Deum, Dixit Dominus, and Magnificat  Reinhard G Pauly. 1971

録音
- Sacred Choral Music - Rodolfus Choir, conducted by Christopher Whitton. ASV 2000.
- The 9 Toccatas & Fugues - David Titterington. ASV 1998.
- Salzburger Kirchenmusik - La Banda, Camerata Vocale Günzburg, conducted by Jurgen Rettenmaier. Carus